# São Lourenço do Piauí
São Lourenço do Piauí é um município brasileiro do estado do Piauí. Localiza-se na região sudoeste do Estado, a uma distância aproximada de 550 km da capital, Teresina. Com uma latitude aproximada de 09º10'09" sul e a uma longitude 42º32'41" oeste.
Segundo o censo 2022 possuí cerca de 4.410 habitantes em uma área irregular de aproximadamente 673 km². Foi criado em 29 de abril de 1992, por desmembramento de São Raimundo Nonato, tendo como primeiro prefeito Salvador de Matos Ribeiro. São Lourenço é o padroeiro do município, sendo realizada sua festa no mês de agosto (de 1° a 10 de agosto).

## Fatores Geográficos

### Subdivisão geográfica
- Mesorregião do Sudoeste Piauiense;
- Microrregião de São Raimundo Nonato.

### Subdivisão de planejamento
O “Planejamento Participativo para o Desenvolvimento Sustentável” é um recurso, cunhado pelo Governo do Estado, que visa desenvolver um amplo e participativo processo de planejamento territorial. Além de definir estratégias de desenvolvimento de médio e longo prazo, tal planejamento tem como ênfase a elaboração e implementação de planos regionais, tornando fundamental a participação efetiva dos municípios e comunidades.
No plano estadual de desenvolvimento o município se situa:
- Macrorregião dos Semiáridos Piauienses;
- Território Integrado da Serra da Capivara;
- Aglomerado 17.

### Formações Geológicas
As formas de relevo compreendem, principalmente, chapadas baixas, relevo plano com partes suavemente onduladas, médias altitudes com grandes mesas recortadas e superfícies onduladas com relevo movimentado, encostas e desníveis e encostas mais acentuadas de vales, elevações (serras, morros e colinas), com altitudes de 150 a 500 metros.
Estando a uma altitude média de 346 metros acima do nível do mar pertence as prolongações serranas do Vale do Rio Parnaíba, representada pela Serra Dois Irmãos na porção sudoeste do estado do Piauí.
Possui duas unidades geológicas básicas:
- Cobertura sedimentar
  - Depósitos Colúvio-Eluviais: areia, argila, cascalho, laterita
- Embasamento cristalino
  - Granito
  - Complexo Sobradinho-Remanso: gnaisse

O embasamento cristalino é constituído por gnaisses pertencentes ao Complexo Sobradinho-Remanso e por granitos diversos, que predominam em aproximadamente 80% da área total do município, a região situa-se no limiar do escudo cristalino que compreende toda a região central do país.

## O Polo Turístico das Origens
Junto a 17 outros municípios do estado, São Lourenço integra a região da Serra da Capivara, que junto ao Parque Nacional da Serra das Confusões, constituí a região turística do Polo das Origens no Piauí.
Reconhecido como Patrimônio Histórico e Cultural da Humanidade pela UNESCO, o Parque Nacional Serra da Capivara representa um dos mais importantes exemplares do patrimônio histórico-cultural do país.

## Aspectos Sociais

### Demografia
São Lourenço do Piauí possui um quadro de evolução demográfica um tanto quanto instável, apresentando irregularidade no percurso do período cronológico observado.
No ano de 2000, o município apresentava uma população de 4.274 habitantes, no ano de 2007 há um acentuado aumento totalizando uma população de 4.899, já no de 2010 observa-se uma ligeira queda do índice populacional do município, que agora apresenta uma população residente de 4.423 habitantes.
O grau de urbanização do município, em 2010 era de cerca de 25,2%. Esse percentual se modificou de 16,2% em 2000 e de 22,4% em 2007. Atualmente estima-se que cerca de 51,2% da população seja do sexo masculino.

### Indicadores Sociais

#### IDH
Atualmente o Índice de Desenvolvimento Humano Municipal de São Lourenço do Piauí é 0,595, constituindo um dos melhores índices da região da Serra da Capivara, ficando atrás somente do município de São Raimundo Nonato. O município ainda está situado na faixa de Desenvolvimento Humano Baixo, contudo já apresenta resultados expressivos pela constante evolução, segundo o Programa das Nações Unidas para o Desenvolvimento, entre os anos de 1991 e 2010 o município acumulou um crescimento de + 130,62%.
Entre 2000 e 2010, a dimensão que mais cresceu em termos absolutos foi Educação, seguida por Longevidade e por Renda. Entre 1991 e 2000, a dimensão que mais cresceu em termos absolutos foi Educação.
Em 2010, o IDH do município é composto por:
- Educação: 0,499
- Longevidade: 0,753
- Renda: 0,560

No ranking nacional São Lourenço do Piauí ocupa a 4255ª posição. Em relação aos 224 outros municípios do Piauí, São Lourenço do Piauí ocupa a 49ª posição.

#### Índice de Gini
A renda per capita média de São Lourenço do Piauí cresceu 146,94% nas últimas duas décadas, passando de R$105,79 em 1991 para R$261,24 em 2010. A taxa média anual de crescimento foi de 16,49% no primeiro período e 111,98% no segundo. A extrema pobreza passou de 47,98% em 1991 para 23,29% em 2010.
O que se observa também nesse período é o aumento na desigualdade social, que expressa pelo Índice de Gini, passou de 0,44 em 1991 para 0,47 em 2010.

## Economia
A economia municipal esta voltada aos setores primário e terciário, centralizando grande parte do seu Produto Interno Bruto nas atividades referentes ao setor de serviços.
Em 2010, o município apresentava um PIB a preço corrente equivalente a 16.406 mil reais, o que define uma Renda per capita anual de 3.695,80 mil reais.
| |        |
| \| Impostos Líquidos \| 3,3 % \| \| Serviços \| 76,9 % \| \| Agropecuária \| 10,2 % \| \| Indústria \| 9,6 % \| |        |
| Impostos Líquidos                                                                                               | 3,3 %  |
| Serviços | 76,9 % |
| Agropecuária | 10,2 % |
| Indústria | 9,6 %  |

## Clima
O município pertence a mesorregião climática do semiárido piauiense e está situado a uma altitude média de 346 metros acima do nível do mar, fazendo parte da região do alto vale do Rio Canindé, afluente do Rio Parnaíba.
Apresenta um clima semiárido tropical com temperaturas mínimas de 19 °C e máximas de 34 °C. O mês que registra as menores temperaturas no município é julho, enquanto que o mais quente é setembro.
A precipitação pluviométrica média anual é definida no Regime Equatorial Continental e vária com isoietas anuais em torno de 500 mm, que geralmente se distribuem entre os trimestres janeiro-fevereiro-março e dezembro-janeiro-fevereiro, sendo esses meses mais chuvosos.